# Doljan (biljni rod)
Doljan (velestika; lat. Physospermum) je biljni rod trajnica iz porodice štitarki, dio tribusa Pleurospermeae.
Postoje dvije vrste. Rod je raširen po Zapadnoj, Srednjoj, te Južnoj i Jugoistočnoj Europi; sjevernoj Africi; Zapadnoj (uključujući Kavkaz) i Jugozapadnoj Aziji.
Obje vrste rastu i u Hrvatskoj.

## Vrste
1. Physospermum cornubiense (L.) DC.;  goli doljan
2. Physospermum verticillatum (Waldst. & Kit.) Vis.; pršljenasti doljan